# ماكامي
ماكامي (بالإنجليزية: McCamey, Texas)‏ هي مدينة تقع بولاية تكساس في شمال شرق الولايات المتحدة. تبلغ مساحة هذه المدينة 5.2 (كم²)، وترتفع عن سطح البحر 752 م، بلغ عدد سكانها 1805 نسمة في عام 2000 حسب إحصاء مكتب تعداد الولايات المتحدة وتصل الكثافة السكانية فيها 347.7 نسمة/كم2.

## التركيبة السكانية
حدّد مكتب تعداد الولايات المتحدة بيانات التركيبة السكانية لماكامي في تعداد الولايات المتحدة. في ما يلي، التركيبة السكانية حسب تعدادي 2000 و2010.

### تعداد عام 2000
بلغ عدد سكان ماكامي 1,805 نسمة بحسب تعداد عام 2000، وبلغ عدد الأسر 676 أسرة وعدد العائلات 494 عائلة مقيمة في المدينة. في حين سجلت الكثافة السكانية 343.8 نسمة لكل كيلومتر مربع (890.4/ميل2). وبلغ عدد الوحدات السكنية 854 وحدة بمتوسط كثافة قدره 162.7 لكل كيلومتر مربع (421.4/ميل2).
وتوزع التركيب العرقي للمدينة بنسبة 72.30% من البيض و1.55% من الأمريكيين الأفارقة و1.27% من الأمريكيين الأصليين و23.82% من الأعراق الأخرى و1.05% من عرقين مختلطين أو أكثر و52.30% من الهسبانيون أو اللاتينيون من أي عرق.
بلغ عدد الأسر 676 أسرة كانت نسبة 40.2% منها لديها أطفال تحت سن الثامنة عشر تعيش معهم، وبلغت نسبة الأزواج القاطنين مع بعضهم البعض 58.1% من أصل المجموع الكلي للأسر، ونسبة 10.9% من الأسر كان لديها معيلات من الإناث دون وجود شريك،  بينما كانت نسبة 4% من الأسر لديها معيلون من الذكور دون وجود شريكة وكانت نسبة 26.9% من غير العائلات. تألفت نسبة 24.9% من أصل جميع الأسر من عدة أفراد يعيشون في نفس المنزل ونسبة 12.4% كانت تتألف من شخص يعيش بمفرده يبلغ من العمر 65 عاماً أو أكثر. وبلغ متوسط حجم الأسرة المعيشية 2.67، أما متوسط حجم العائلات فبلغ 3.20.
بلغ العمر الوسطي للسكان 36.2 عاماً. وكانت نسبة 30.3% من القاطنين تحت سن الثامنة عشر، وكانت نسبة 8% بين الثامنة عشر والرابعة والعشرين عاماً، ونسبة 24.7% كانت واقعةً في الفئة العمرية ما بين الخامسة والعشرين والرابعة والأربعين عاماً، ونسبة 22.6% كانت ما بين الخامسة والأربعين والرابعة والستين، ونسبة 14.4% كانت ضمن فئة الخامسة والستين عاماً فما فوق. يوجد لكل 100 أنثى 95.1 ذكر، ويوجد لكل 100 أنثى في الثامنة عشر من عمرها فما فوق 91.2 ذكر.
بلغ متوسط دخل الأسرة في المدينة 25,233 دولارًا، أما متوسط دخل العائلة فبلغ 28,906 دولارًا. وكان متوسط دخل الذكور 31,513 دولارًا مقابل 16,724 دولارًا للإناث. وسجل دخل الفرد الخاص بالمدينة 12,171 دولارًا. وكانت نسبة 23.2% من العائلات ونسبة 24.7% من السكان تحت خط الفقر، وكان من هؤلاء نسبة 30.6% تحت سن الثامنة عشر ونسبة 16.6% في الخامسة والستين من العمر وما فوق.

### تعداد عام 2010
بلغ عدد سكان ماكامي 1,887 نسمة بحسب تعداد عام 2010، وبلغ عدد الأسر 714 أسرة وعدد العائلات 501 عائلة مقيمة في المدينة. في حين سجلت الكثافة السكانية 359.4 نسمة لكل كيلومتر مربع (930.8/ميل2). وبلغ عدد الوحدات السكنية 863 وحدة بمتوسط كثافة قدره 164.4 لكل كيلومتر مربع (425.8/ميل2).
وتوزع التركيب العرقي للمدينة بنسبة 68.57% من البيض و2.33% من الأمريكيين الأفارقة و1.85% من الأمريكيين الأصليين و24.38% من الأعراق الأخرى و2.86% من عرقين مختلطين أو أكثر و59.35% من الهسبانيون أو اللاتينيون من أي عرق.
بلغ عدد الأسر 714 أسرة كانت نسبة 37.1% منها لديها أطفال تحت سن الثامنة عشر تعيش معهم، وبلغت نسبة الأزواج القاطنين مع بعضهم البعض 51.7% من أصل المجموع الكلي للأسر، ونسبة 11.8% من الأسر كان لديها معيلات من الإناث دون وجود شريك،  بينما كانت نسبة 6.7% من الأسر لديها معيلون من الذكور دون وجود شريكة وكانت نسبة 29.8% من غير العائلات. تألفت نسبة 26.8% من أصل جميع الأسر من عدة أفراد يعيشون في نفس المنزل ونسبة 11.1% كانت تتألف من شخص يعيش بمفرده يبلغ من العمر 65 عاماً أو أكثر. وبلغ متوسط حجم الأسرة المعيشية 2.64، أما متوسط حجم العائلات فبلغ 3.20.
بلغ العمر الوسطي للسكان 34.8 عاماً. وكانت نسبة 28.7% من القاطنين تحت سن الثامنة عشر، وكانت نسبة 8.3% بين الثامنة عشر والرابعة والعشرين عاماً، ونسبة 24.5% كانت واقعةً في الفئة العمرية ما بين الخامسة والعشرين والرابعة والأربعين عاماً، ونسبة 24.4% كانت ما بين الخامسة والأربعين والرابعة والستين، ونسبة 14.1% كانت ضمن فئة الخامسة والستين عاماً فما فوق. وتوزع التركيب الجنسي للسكان بنسبة 49.8% ذكور و50.2% إناث.

## أعلام
- غاري جيلمور
- واين هانسن

## وصلات خارجية
- The US50 - Cities and Towns in Texas State